# Трёхлетов, Егор Васильевич
Егор Васильевич Трёхлетов (1801, Муравино, Ярославская губерния — 17 [29] сентября 1853, Ярославль) — краевед Ярославской губернии, библиофил.

## Биография
Родился в 1801 году в деревне Муровино в семье крепостного крестьянина. В раннем детстве с родителями переехал в Ярославль. Отец выкупился из крепостных и, начав торговать, записался в купечество; в 1820 году он умер. Егор Васильевич несколько расширил дело, приобретя предприятия в Ярославле и на Нижегородской ярмарке.
Долгие годы Трёхлетов коллекционировал книги, собрав самую большую частную коллекцию в городе первой половины XIX века. В ней были рукописные и старопечатные книги, документальные источники. После смерти Трёхлетова библиограф и библиофил В. М. Ундольский составил подробное описание коллекции и частично опубликовал его. Наследник Трёхлетова продал коллекцию ярославскому купцу А. И. Оловянишникову, а тот подарил её Императорской Публичной библиотеке.
Трёхлетов активно публиковал исторические документы и писал историко-этнографические исследования. Принимал участие в подготовке двух выпусков «Ярославского литературного сборника» (1849, 1850).
Умер 17 сентября 1853 года в Ярославле. Похоронен на Леонтьевском кладбище города; могила сохранилась.